# Rhaphidura lowii
Rhaphidura lowii är en måreväxtart som först beskrevs av Henry Nicholas Ridley, och fick sitt nu gällande namn av Cornelis Eliza Bertus Bremekamp. Rhaphidura lowii ingår i släktet Rhaphidura och familjen måreväxter. Inga underarter finns listade i Catalogue of Life.